# What You Know
What You Know ist die erste Single des US-amerikanischen Rappers T.I. von dessen Album King. Der Titel wurde mit dem Grammy in der Kategorie Best Rap Solo Performance ausgezeichnet und für die Kategorie Best Rap Song nominiert. Das Lied erschien am 28. Februar 2006 in den Vereinigten Staaten.
In den Billboard 100 erreichte der Song den dritten Platz und bei den Billboard Rap und R'n'B Tracks die Spitzenposition. Vom Vibe Magazine wurde er zum besten Song 2006 gewählt und landete bei einer ähnlichen Wahl des Rolling Stones auf den vierten Rang gewählt. 
Der Track enthält ein Sample des Songs Gone Away der Band The Impressions sowie einen Sampler der Songs Deep Purple's Hush und Hey Joe von Jimi Hendrix. Zudem findet man Spuren des Beatles-Song A Day in the life.
Es existieren zwei Remixes des Songs, einer von den Diplomats und einer von Papoose zusammen mit Lil Wayne.
Neben King erschien der Track auch auf dem offiziellen Soundtrack des Films ATL, indem T.I. selbst mitwirkt.

## Musikvideo
Das Musikvideo zum Lied wurde in Kalifornien gedreht. Zu Beginn des Videos kann der Zuschauer ein Telefonat zwischen T.I. und Mike Epps beobachten, in dem sich die beiden verabreden. Doch T.I. sagt direkt, dass er heute Abend eine Filmpremiere hätte und dort erscheinen müsste. Nach diesem Gespräch spielt die Musik ein und der Rapper ist in einem Bentley Continental Flying Spur zu sehen. Neben ihm im Auto sitzt der Rapper Young Dro, mit dem er durch die Nachbarschaft fährt. Danach sieht man ihn zum ersten Mal rappen, und zwar nur vor einem schwarzen Hintergrund. 
In der nächsten Szene ist T.I. mit einem Halstuch vor dem Mund bekleidet und hält eine Louis Vuitton in der Hand, als wäre es seine Beute. Nach dieser Einstellung fährt er vor Epps Haus vor sowie einige Aufnahmen von ihm während des Rappens vor verschiedenen Hintergründen zu sehen. 
Im letzten Teil des Videos erscheint T.I. zusammen mit Jason Weaver und Evan Ross, die ebenfalls in dem Film mitwirken, bei der Premiere seines Filmes ATL. Kurz danach sind einige Szenen aus dem Streifen zu sehen und in der letzten Szene sieht man Harris, wie er auf der Afterstage Party tanzt.
Travis Barker und einige Mitglieder der Rapformation P$C haben einen Cameo-Auftritt im Video.